# 勒日布盧山
46°41′3″N 7°2′26″E / 46.68417°N 7.04056°E

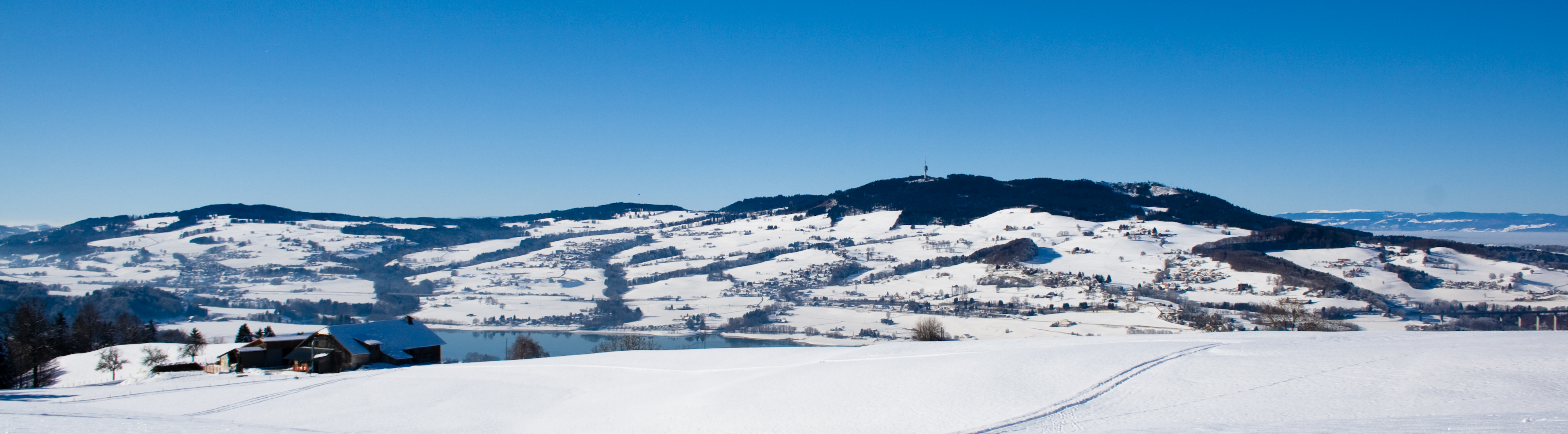

勒日布盧山（Mont Gibloux），是瑞士的山峰，位於該國西部，由弗里堡州負責管轄，屬於瑞士阿爾卑斯山脈的一部分，海拔高度1,204米，每年平均降雨量1,471毫米。